# John Romita Jr.
John Romita Jr.   (Brooklyn, 17 d'agost de 1956) nom amb que es conegut professionalment, John Salvatore Romita, fill del dibuixant de còmics de l'edat de plata del còmic John Romita Sr. és un dibuixant de còmics dels estats units, conegut per la seva extensa obra per Marvel Comics entre la dècada de 1970 i la dècada de 2010, participant en sèries com Iron Man, The Amazing Spider-man i Uncanny X-Men.